# 2935 Naerum
2935 Naerum је астероид главног астероидног појаса са средњом удаљеношћу од Сунца која износи 2,597 астрономских јединица (АЈ).
Апсолутна магнитуда астероида је 13,0.